# Walter Toshio Saito
Walter Toshio Saito ( 斎藤俊男) (Terra Boa, 1 de outubro de 1967) é professor de Educação Física formado pela Universidade Estadual de Londrina e empresário fundador do Grupo TS ou em japonês Kabushiki Kaisha TS. Fundou uma das primeiras escolas brasileiras no Japão, o Instituto Educacional TS Recreação, reconhecida pelo Ministério da Educação do Brasil (MEC), e pelo governo japonês, na província de Saitama, em 2009.
Com a Grande Recessão, a empresa TS estava enfrentando sérias dificuldades financeiras. A agricultura no Japão foi a salvação da empresa. Em 2014, foi fundada a empresa NegiOo, que significa Rei da Cebolinha. Num acordo com o cartunista Mauricio de Sousa, a embalagem desse produto tem a ilustração do personagem Horácio, da Turma da Mônica.
A partir desta data, Saito não mede esforços para conseguir apoio do governo japonês para uma atividade exercida por brasileiro. A TS Farm, empresa responsável pela parte de agricultura do grupo, recruta muitos brasileiros para essa atividade em Saitama. Em 2014, foi aprovado receber auxílio financeiro de negócios pelo Ministério da Agricultura, Florestas e Pescas do Japão. O projeto era sobre transformação e aumento de produção a fim de fortalecer a agricultura. Foi a única empresa da região de Kanto e única empresa do Japão que atua no ramo de cultivo de cebolinha verde a receber essa ajuda. Em 2018, ele recebeu o Prêmio do Ministro das Relações Exteriores, pela "promoção do entendimento mútuo entre Brasil e Japão"..

## Vida e Carreira
Walter Saito é filho de Masaki Saito (japonês) e Toshiko Saito (brasileira com dupla nacionalidade). Nasceu na cidade de Terra Boa, no Estado do Paraná. Em 1971, a família se muda para Londrina, onde Walter Saito permaneceu até se formar na faculdade.
O livro A Verdadeira Face dos 50 Empresários Nipo-Brasileiros, lançado quando da comemoração dos 120 anos do Tratado de Amizade, Comércio e Navegação Brasil-Japão, tem a história de Walter Saito. O livro foi publicado pelo Jornal São Paulo Shimbun e Kanno Agency.
Walter Saito também atua à frente de entidades. Entre 2006 e 2007, foi presidente do Rotary Club de Kamisato (Saitama). Entre 2008 e 2009, foi distrital do comitê juvenil, do Rotary Club do Distrito 2570. Desde 2009 é membro da Câmara de Comércio da cidade de Honjo (Saitama). Desde 2011 exerce o cargo de Conselheiro da Câmara de Comércio Brasileira no Japão (CCBJ). Em 2011, foi presidente da Câmara de Comércio da Ala Jovem de Kamisato e vice-presidente da Câmara de Comércio da Ala Jovem de Honjo.

## Educação
Desde 2008 exerce o cargo de presidente da Associação das Escolas Brasileiras no Japão (AEBJ). Walter Saito costuma dizer na palestra que as empresas que recrutam pessoal para trabalhar no Japão também precisam desenvolver atividades de educação aos brasileiros no Japão.
Em 2018, ele cria a Fundação TS a fim de custear curso universitário para jovens estrangeiros que vivem no Japão.

## Documentário
Em 2011, a Nippon Television apresentou um documentário a respeito de Walter Saito com o título "Deus do ônibus". Isto porque Saito lotou um ônibus com mantimentos e comida, com a ajuda de muitas pessoas, e foi entregar para as pessoas atingidas onde houve terremoto e tsunami no Japão naquele ano. Ele participou, inclusive, de seminário para contar essa história humanitária e divulgada no site da Associação Kaigai Nikkeijin Kyodai.
Em 3 de fevereiro de 2020, Toshio Saito foi destaque no documentário "Gyakuten Jinsei" da emissora estatal japonesa NHK, protagonista do documentário, é um nipo-brasileiro de segunda geração que retornou ao Japão com o intuito de deixar sua marca no país de seus ancestrais. Ao tentar estabelecer seu próprio negócio na agricultura, Saito enfrentou diversas dificuldades, como a barreira cultural enfrentada por estrangeiros e a dificuldade em alugar terras para cultivo. Mesmo após retomar o cultivo de cebolas, sua empresa enfrentou desafios significativos, incluindo danos à reputação. Esta é a história inspiradora de Saito, que herda o espírito dos pioneiros japoneses que desbravaram o Brasil .